# Saison 2016-2017 des Mavericks de Dallas
La saison 2016-2017 des Mavericks de Dallas est la 37e saison de la franchise en National Basketball Association (NBA).

## Draft
| Tour | Choix | Joueur       | Poste | Nationalité | Provenance             |
| ---- | ----- | ------------ | ----- | ----------- | ---------------------- |
| 2    | 46    | A.J. Hammons | C     | États-Unis  | Boilermakers de Purdue |

## Summer League
| Summer League Total: 5-6 |

| Match | Date match | Équipe        | Score   | Meilleur marqueur  | Meilleur rebondeur     | Meilleur passeur   | Lieux        | Série |
| ----- | ---------- | ------------- | ------- | ------------------ | ---------------------- | ------------------ | ------------ | ----- |
| 1     | 2 juillet  | Oklahoma City | D 85-86 | Andre Dawkins (16) | Ashley, Jefferson (11) | Darius Adams (7)   | Amway Center | 0 - 1 |
| 2     | 4 juillet  | Orlando White | D 85-92 | Vander Blue (23)   | Casey Prather (10)     | Marquis Teague (5) | Amway Center | 0 - 2 |
| 3     | 6 juillet  | Charlotte     | V 84-81 | Darius Adams (25)  | Cory Jefferson (8)     | Darius Adams (6)   | Amway Center | 1 - 2 |
| 4     | 7 juillet  | Orlando Blue  | D 94-96 | Vander Blue (17)   | Tyler Honeycutt (13)   | Marquis Teague (5) | Amway Center | 1 - 3 |
| 5     | 8 juillet  | Charlotte     | V 97-92 | Casey Prather (23) | Jaleel Cousins (7)     | Adams, Blue (6)    | Amway Center | 2 - 3 |

| Match | Date match | Équipe       | Score   | Meilleur marqueur    | Meilleur rebondeur   | Meilleur passeur           | Lieux                | Série |
| ----- | ---------- | ------------ | ------- | -------------------- | -------------------- | -------------------------- | -------------------- | ----- |
| 1     | 9 juillet  | Miami        | V 83-64 | Jonathan Gibson (30) | Jameel Warney (7)    | Kyle Collinsworth (3)      | Cox Pavilion         | 1 - 0 |
| 2     | 11 juillet | Toronto      | D 69-80 | Jameel Warney (14)   | Jameel Warney (8)    | 3 joueurs (3)              | Thomas & Mack Center | 1 - 1 |
| 3     | 12 juillet | Boston       | D 82-88 | Justin Anderson (29) | Justin Anderson (11) | Kyle Collinsworth (4)      | Cox Pavilion         | 1 - 2 |
| 4     | 13 juillet | Milwaukee    | V 81-64 | Jonathan Gibson (14) | Jameel Warney (12)   | 3 joueurs (3)              | Cox Pavilion         | 2 - 2 |
| 5     | 14 juillet | Chicago      | D 73-86 | Justin Anderson (17) | 3 joueurs (5)        | 3 joueurs (3)              | Thomas & Mack Center | 2 - 3 |
| 6     | 15 juillet | Golden State | V 80-74 | Chane Behanan (14)   | Jameel Warney (10)   | Collinsworth, Finney-S (3) | Cox Pavilion         | 3 - 3 |

## Pré-saison
| Pré-saison Total: 2-4 (Domicile : 2-1 ; Extérieur : 0-3) |

| Match | Date match  | Équipe           | Score     | Meilleur marqueur    | Meilleur rebondeur  | Meilleur passeur     | Lieux Spectateurs               | Série |
| ----- | ----------- | ---------------- | --------- | -------------------- | ------------------- | -------------------- | ------------------------------- | ----- |
| 1     | 1er octobre | Nouvelle-Orléans | D 102-116 | Justin Anderson (14) | Dwight Powell (7)   | 4 joueurs (3)        | CenturyTel Center 6 752         | 0 - 1 |
| 2     | 3 octobre   | Charlotte        | V 95-88   | Seth Curry (20)      | A.J. Hammons (9)    | Brussino, Gibson (7) | American Airlines Center 19 219 | 1 - 1 |
| 3     | 8 octobre   | @ Milwaukee      | D 74-88   | Dwight Powell (15)   | Harrison Barnes (7) | 5 joueurs (2)        | BOK Center                      | 1 - 2 |
| 4     | 11 octobre  | Oklahoma City    | V 114-109 | Dwight Powell (16)   | Andrew Bogut (11)   | Jonathan Gibson (7)  | Kohl Center                     | 2 - 2 |
| 5     | 14 octobre  | @ Phoenix        | D 107-112 | Deron Williams (17)  | Andrew Bogut (10)   | Andrew Bogut (4)     | Talking Stick Resort Arena      | 2 - 3 |
| 6     | 19 octobre  | Houston          | D 91-106  | Wesley Matthews (15) | Andrew Bogut (7)    | Curry, Williams (7)  | American Airlines Center        | 2 - 4 |
| 7     | 21 octobre  | @ Denver         | D 75-101  | Wesley Matthews (10) | Justin Anderson (5) | Williams, Gibson (5) | Pepsi Center                    | 2 - 4 |

## Saison régulière
| Saison régulière Total: 33-49 (Domicile : 21-21 ; Extérieur : 12-28) |

| Match | Date match | Équipe    | Score          | Meilleur marqueur    | Meilleur rebondeur  | Meilleur passeur   | Lieux Spectateurs        | Série |
| ----- | ---------- | --------- | -------------- | -------------------- | ------------------- | ------------------ | ------------------------ | ----- |
| 1     | 26 octobre | @ Indiana | D 121-130 (OT) | Deron Williams (25)  | Harrison Barnes (9) | Deron Williams (7) | Bankers Life Fieldhouse  | 0 - 1 |
| 2     | 28 octobre | Houston   | D 98-106       | Harrison Barnes (31) | Andrew Bogut (12)   | J.J. Barea (5)     | American Airlines Center | 0 - 2 |
| 3     | 30 octobre | @ Houston | D 92-93        | Wesley Matthews (25) | Andrew Bogut (14)   | J.J. Barea (5)     | Toyota Center            | 0 - 3 |

| Match | Date match  | Équipe         | Score        | Meilleur marqueur    | Meilleur rebondeur   | Meilleur passeur       | Lieux Spectateurs        | Série  |
| ----- | ----------- | -------------- | ------------ | -------------------- | -------------------- | ---------------------- | ------------------------ | ------ |
| 4     | 2 novembre  | @ Utah         | D 81-97      | Harrison Barnes (14) | Andrew Bogut (9)     | Deron Williams (9)     | Vivint Smart Home Arena  | 0 - 4  |
| 5     | 4 novembre  | Portland       | D 95-105     | J.J. Barea (23)      | Harrison Barnes (10) | Barea, Williams (6)    | American Airlines Center | 0 - 5  |
| 6     | 6 novembre  | Milwaukee      | V 86-75 (OT) | Harrison Barnes (34) | Andrew Bogut (16)    | J.J. Barea (5)         | American Airlines Center | 1 - 5  |
| 7     | 8 novembre  | @ L. A. Lakers | V 109-97     | Harrison Barnes (31) | Andrew Bogut (8)     | J.J. Barea (8)         | Staples Center           | 2 - 5  |
| 8     | 9 novembre  | @ Golden State | D 95-116     | Harrison Barnes (25) | Dwight Powell (9)    | Seth Curry (9)         | Oracle Arena             | 2 - 6  |
| 9     | 14 novembre | @ New York     | D 77-93      | Harrison Barnes (17) | Andrew Bogut (9)     | J.J. Barea (4)         | Madison Square Garden    | 2 - 7  |
| 10    | 16 novembre | @ Boston       | D 83-90      | Harrison Barnes (28) | Dwight Powell (8)    | J.J. Barea (6)         | TD Garden                | 2 - 8  |
| 11    | 18 novembre | Memphis        | D 64-80      | Harrison Barnes (15) | Andrew Bogut (10)    | Jonathan Gibson (3)    | American Airlines Center | 2 - 9  |
| 12    | 19 novembre | @ Orlando      | D 87-95      | Jonathan Gibson (26) | Andrew Bogut (8)     | Seth Curry (4)         | Amway Center             | 2 - 10 |
| 13    | 21 novembre | @ San Antonio  | D 91-96      | Seth Curry (23)      | Salah Mejri (11)     | Matthews, Curry (4)    | AT&T Center              | 2 - 11 |
| 14    | 23 novembre | L. A. Clippers | D 104-124    | Harrison Barnes (22) | Andrew Bogut (12)    | Andrew Bogut (6)       | American Airlines Center | 2 - 12 |
| 15    | 25 novembre | @ Cleveland    | D 90-128     | Dirk Nowitzki (15)   | Andrew Bogut (11)    | Williams, Brussino (5) | Quicken Loans Arena      | 2 - 13 |
| 16    | 27 novembre | New Orleans    | V 91-81      | Harrison Barnes (23) | Andrew Bogut (14)    | Barnes, Williams (4)   | American Airlines Center | 3 - 13 |
| 17    | 30 novembre | San Antonio    | D 87-94      | Wesley Matthews (26) | Andrew Bogut (12)    | Bogut, Williams (5)    | American Airlines Center | 3 - 14 |

| Match | Date match   | Équipe                | Score     | Meilleur marqueur        | Meilleur rebondeur       | Meilleur passeur    | Lieux Spectateurs        | Série   |
| ----- | ------------ | --------------------- | --------- | ------------------------ | ------------------------ | ------------------- | ------------------------ | ------- |
| 18    | 1er décembre | @ Charlotte           | D 87-97   | Harrison Barnes (17)     | Salah Mejri (11)         | Deron Williams (8)  | Time Warner Cable Arena  | 3 - 15  |
| 19    | 3 décembre   | Chicago               | V 107-82  | Wesley Matthews (26)     | Andrew Bogut (11)        | Deron Williams (15) | American Airlines Center | 4 - 15  |
| 20    | 5 décembre   | Charlotte             | D 101-109 | Harrison Barnes (29)     | Barnes, Powell (7)       | Deron Williams (13) | American Airlines Center | 4 - 16  |
| 21    | 7 décembre   | Sacramento            | D 89-120  | Deron Williams (20)      | Salah Mejri (7)          | Deron Williams (6)  | American Airlines Center | 4 - 17  |
| 22    | 9 décembre   | Indiana               | V 111-103 | Wesley Matthews (26)     | Finney-Smith, Barnes (8) | Williams, Curry (6) | American Airlines Center | 5 - 17  |
| 23    | 10 décembre  | @ Houston             | D 87-109  | Wesley Matthews (26)     | Dwight Powell (6)        | Deron Williams (6)  | Toyota Center            | 5 - 18  |
| 24    | 12 décembre  | Denver                | V 112-92  | Wesley Matthews (25)     | Dorian Finney-Smith (9)  | Deron Williams (8)  | American Airlines Center | 6 - 18  |
| 25    | 14 décembre  | Détroit               | D 85-95   | Harrison Barnes (19)     | Salah Mejri (8)          | Deron Williams (5)  | American Airlines Center | 6 - 19  |
| 26    | 16 décembre  | @ Utah                | D 100-103 | Harrison Barnes (21)     | Mejri, Curry (5)         | Deron Williams (7)  | Vivint Smart Home Arena  | 6 - 20  |
| 27    | 18 décembre  | Sacramento            | V 99-79   | Dorian Finney-Smith (17) | Harrison Barnes (9)      | Deron Williams (7)  | American Airlines Center | 7 - 20  |
| 28    | 19 décembre  | @ Denver              | D 107-117 | Deron Williams (23)      | Dwight Powell (9)        | Deron Williams (8)  | Pepsi Center             | 7 - 21  |
| 29    | 21 décembre  | @ Portland            | V 96-95   | Harrison Barnes (28)     | Dwight Powell (8)        | Deron Williams (5)  | Moda Center              | 8 - 21  |
| 30    | 23 décembre  | @ L. A. Clippers      | V 90-88   | Harrison Barnes (24)     | Salah Mejri (8)          | Deron Williams (9)  | Staples Center           | 9 - 21  |
| 31    | 26 décembre  | @ La Nouvelle-Orléans | D 104-110 | Deron Williams (24)      | Harrison Barnes (7)      | Deron Williams (9)  | Smoothie King Center     | 9 - 22  |
| 32    | 27 décembre  | Houston               | D 107-123 | Harrison Barnes (21)     | Justin Anderson (8)      | Deron Williams (6)  | American Airlines Center | 9 - 23  |
| 33    | 29 décembre  | @ L. A. Lakers        | V 101-89  | Wesley Matthews (20)     | Harrison Barnes (9)      | Deron Williams (11) | Staples Center           | 10 - 23 |
| 34    | 30 décembre  | @ Golden State        | D 99-108  | Harrison Barnes (25)     | Dwight Powell (13)       | Curry, Jackson (5)  | Oracle Arena             | 10 - 24 |

| Match | Date match | Équipe          | Score          | Meilleur marqueur    | Meilleur rebondeur       | Meilleur passeur    | Lieux Spectateurs               | Série   |
| ----- | ---------- | --------------- | -------------- | -------------------- | ------------------------ | ------------------- | ------------------------------- | ------- |
| 35    | 3 janvier  | Washington      | V 113-105      | Harrison Barnes (26) | Dirk Nowitzki (9)        | Deron Williams (6)  | American Airlines Center        | 11 - 24 |
| 36    | 5 janvier  | Phoenix         | D 95-102       | Deron Williams (20)  | Dirk Nowitzki (7)        | Deron Williams (6)  | American Airlines Center        | 11 - 25 |
| 37    | 7 janvier  | Atlanta         | D 82-97        | Harrison Barnes (21) | Andrew Bogut (11)        | J.J. Barea (7)      | American Airlines Center        | 11 - 26 |
| 38    | 9 janvier  | @ Minnesota     | D 92-101       | Harrison Barnes (30) | Dirk Nowitzki (5)        | Deron Williams (7)  | Target Center                   | 11 - 27 |
| 39    | 12 janvier | @ Phoenix       | V 113-108      | Deron Williams (23)  | Salah Mejri (7)          | Deron Williams (12) | Arena Ciudad de México, Mexique | 12 - 27 |
| 40    | 15 janvier | Minnesota       | V 98-87        | Wesley Matthews (19) | Salah Mejri (8)          | Deron Williams (10) | Arena Ciudad de México          | 13 - 27 |
| 41    | 17 janvier | @ Chicago       | V 99-98        | Harrison Barnes (20) | Dirk Nowitzki (10)       | Deron Williams (9)  | United Center                   | 14 - 27 |
| 42    | 19 janvier | @ Miami         | D 95-99        | Dirk Nowitzki (19)   | Harrison Barnes (7)      | Deron Williams (9)  | American Airlines Center        | 14 - 28 |
| 43    | 20 janvier | Utah            | D 107-112 (OT) | Harrison Barnes (19) | Dirk Nowitzki (10)       | Deron Williams (8)  | American Airlines Center        | 14 - 29 |
| 44    | 22 janvier | L. A. Lakers    | V 122-73       | Justin Anderson (19) | Finney-Smith, Powell (7) | Deron Williams (8)  | American Airlines Center        | 15 - 29 |
| 45    | 25 janvier | New York        | V 103-95       | Harrison Barnes (23) | Trois joueurs (5)        | Deron Williams (7)  | American Airlines Center        | 16 - 29 |
| 46    | 26 janvier | @ Oklahoma City | D 98-109       | Harrison Barnes (31) | Mejri, Brussino (6)      | Curry, Jackson (4)  | Chesapeake Energy Arena         | 16 - 30 |
| 47    | 29 janvier | @ San Antonio   | V 105-101      | Seth Curry (24)      | Nowitzki, Curry (10)     | Yogi Ferrell (7)    | AT&T Center                     | 17 - 30 |
| 48    | 30 janvier | Cleveland       | V 104-97       | Harrison Barnes (24) | Harrison Barnes (11)     | Devin Harris (5)    | American Airlines Center        | 18 - 30 |

| Match               | Date match  | Équipe              | Score          | Meilleur marqueur    | Meilleur rebondeur  | Meilleur passeur      | Lieux Spectateurs        | Série   |
| ------------------- | ----------- | ------------------- | -------------- | -------------------- | ------------------- | --------------------- | ------------------------ | ------- |
| 49                  | 1er février | Philadelphie        | V 113-95       | Seth Curry (22)      | Salah Mejri (17)    | Seth Curry (6)        | American Airlines Center | 19 - 30 |
| 50                  | 3 février   | @ Portland          | V 108-104      | Yogi Ferrell (32)    | Harrison Barnes (7) | Yogi Ferrell (5)      | Moda Center              | 20 - 30 |
| 51                  | 6 février   | @ Denver            | D 87-110       | Curry, Ferrell (15)  | Wesley Matthews (7) | Wesley Matthews (8)   | Pepsi Center             | 20 - 31 |
| 52                  | 7 février   | Portland            | D 113-114      | Harrison Barnes (26) | Devin Harris (7)    | Wesley Matthews (5)   | American Airlines Center | 20 - 32 |
| 53                  | 9 février   | Utah                | V 112-105 (OT) | Harrison Barnes (31) | Dirk Nowitzki (7)   | Matthews, Ferrell (5) | American Airlines Center | 21 - 32 |
| 54                  | 11 février  | Orlando             | V 112-80       | Wesley Matthews (20) | Salah Mejri (15)    | Yogi Ferrell (7)      | American Airlines Center | 22 - 32 |
| 55                  | 13 février  | Boston              | D 98-111       | Yogi Ferrell (20)    | Salah Mejri (10)    | Ferrell, Curry (5)    | American Airlines Center | 22 - 33 |
| 56                  | 15 février  | @ Détroit           | D 91-98        | Dirk Nowitzki (24)   | Dirk Nowitzki (10)  | Deron Williams (6)    | Palace of Auburn Hills   | 22 - 34 |
| All-Star Break 2017 |             |                     |                |                      |                     |                       |                          |         |
| 57                  | 24 février  | @ Minnesota         | D 84-97        | Seth Curry (31)      | Mejri, Nowitzki (7) | Yogi Ferrell (4)      | Target Center            | 22 - 35 |
| 58                  | 25 février  | La Nouvelle-Orléans | V 96-83        | Harrison Barnes (19) | Nerlens Noel (10)   | Seth Curry (8)        | American Airlines Center | 23 - 35 |
| 59                  | 27 février  | Miami               | V 96-89        | Seth Curry (29)      | Dirk Nowitzki (12)  | Yogi Ferrell (5)      | American Airlines Center | 24 - 35 |

| Match | Date match | Équipe                | Score     | Meilleur marqueur     | Meilleur rebondeur   | Meilleur passeur    | Lieux Spectateurs        | Série   |
| ----- | ---------- | --------------------- | --------- | --------------------- | -------------------- | ------------------- | ------------------------ | ------- |
| 60    | 1er mars   | @ Atlanta             | D 95-100  | Harrison Barnes (25)  | Dirk Nowitzki (10)   | Yogi Ferrell (9)    | Philips Arena            | 24 - 36 |
| 61    | 3 mars     | Memphis               | V 104-100 | Seth Curry (24)       | Nerlens Noel (17)    | Devin Harris (6)    | American Airlines Center | 25 - 36 |
| 62    | 5 mars     | Oklahoma City         | V 104-89  | Seth Curry (22)       | Dirk Nowitzki (12)   | Devin Harris (7)    | American Airlines Center | 26 - 36 |
| 63    | 7 mars     | L. A. Lakers          | V 122-111 | Dirk Nowitzki (25)    | Nerlens Noel (12)    | Yogi Ferrell (7)    | American Airlines Center | 27 - 36 |
| 64    | 10 mars    | Brooklyn              | V 105-96  | Harrison Barnes (21)  | Salah Mejri (9)      | Seth Curry (4)      | American Airlines Center | 28 - 36 |
| 65    | 11 mars    | Phoenix               | D 98-100  | Nowitzki, Barnes (23) | Dirk Nowitzki (11)   | J.J. Barea (4)      | American Airlines Center | 28 - 37 |
| 66    | 13 mars    | @ Toronto             | D 78-100  | Harrison Barnes (18)  | Dwight Powell (10)   | J.J. Barea (7)      | Air Canada Centre        | 28 - 38 |
| 67    | 15 mars    | @ Washington          | V 112-107 | Harrison Barnes (22)  | Barnes, Brussino (9) | J.J. Barea (13)     | Verizon Center           | 29 - 38 |
| 68    | 17 mars    | @ Philadelphie        | D 74-116  | Dwight Powell (14)    | Manny Harris (6)     | J.J. Barea (4)      | Wells Fargo Center       | 29 - 39 |
| 69    | 19 mars    | @ Brooklyn            | V 111-104 | Dirk Nowitzki (23)    | Dirk Nowitzki (9)    | J.J. Barea (7)      | Barclays Center          | 30 - 39 |
| 70    | 21 mars    | Golden State          | D 87-112  | Dirk Nowitzki (16)    | Dirk Nowitzki (9)    | J.J. Barea (6)      | American Airlines Center | 30 - 40 |
| 71    | 23 mars    | L. A. Clippers        | V 97-95   | Seth Curry (23)       | Nerlens Noel (12)    | Wesley Matthews (6) | American Airlines Center | 31 - 40 |
| 72    | 25 mars    | Toronto               | D 86-94   | Harrison Barnes (23)  | Nerlens Noel (8)     | Wesley Matthews (5) | American Airlines Center | 31 - 41 |
| 73    | 27 mars    | Oklahoma City         | D 91-92   | Matthews, Noel (15)   | Noel, Nowitzki (8)   | J.J. Barea (8)      | American Airlines Center | 31 - 42 |
| 74    | 29 mars    | @ La Nouvelle-Orléans | D 118-121 | Dirk Nowitzki (23)    | Harrison Barnes (8)  | J.J. Barea (11)     | Smoothie King Center     | 31 - 43 |
| 75    | 31 mars    | @ Memphis             | D 90-99   | Trois joueurs (13)    | Dirk Nowitzki (12)   | Wesley Matthews (7) | FedExForum               | 31 - 44 |

| Match | Date match | Équipe           | Score     | Meilleur marqueur     | Meilleur rebondeur       | Meilleur passeur      | Lieux Spectateurs          | Série   |
| ----- | ---------- | ---------------- | --------- | --------------------- | ------------------------ | --------------------- | -------------------------- | ------- |
| 76    | 2 avril    | @ Milwaukee      | V 109-105 | Harrison Barnes (31)  | Dirk Nowitzki (5)        | Matthews, Barea (6)   | BMO Harris Bradley Center  | 32 - 44 |
| 77    | 4 avril    | @ Sacramento     | D 87-98   | Nicolás Brussino (13) | Nerlens Noel (10)        | Brussino, Ferrell (5) | Golden 1 Center            | 32 - 45 |
| 78    | 5 avril    | @ L. A. Clippers | D 101-112 | Harrison Barnes (15)  | Salah Mejri (9)          | Ferrell, Matthews (6) | Staples Center             | 32 - 46 |
| 79    | 7 avril    | San Antonio      | D 89-102  | Dwight Powell (12)    | Nerlens Noel (9)         | J.J. Barea (8)        | American Airlines Center   | 32 - 47 |
| 80    | 9 avril    | @ Phoenix        | D 111-124 | Ferrell, Powell (21)  | Dorian Finney-Smith (11) | Nicolás Brussino (5)  | Talking Stick Resort Arena | 32 - 48 |
| 81    | 11 avril   | Denver           | D 91-109  | Dirk Nowitzki (21)    | Dirk Nowitzki (8)        | J.J. Barea (9)        | American Airlines Center   | 32 - 49 |
| 82    | 12 avril   | @ Memphis        | V 100-93  | Brussino, Harris (15) | Trois joueurs (7)        | Devin Harris (8)      | FedExForum                 | 33 - 49 |

## Confrontations
| Conférence Est      | Conférence Est                               | Conférence Est                               | Conférence Ouest                             | Conférence Ouest                             | Conférence Ouest                             | Conférence Ouest                             | Conférence Ouest                             |
| Division Atlantique | Division Atlantique                          | Division Atlantique                          | Division Nord-Ouest                          | Division Nord-Ouest                          | Division Nord-Ouest                          | Division Nord-Ouest                          | Division Nord-Ouest                          |
| Équipe              | Domicile                                     | Extérieur                                    | Équipe                                       | Domicile                                     | Domicile                                     | Extérieur                                    | Extérieur                                    |
| ------------------- | -------------------------------------------- | -------------------------------------------- | -------------------------------------------- | -------------------------------------------- | -------------------------------------------- | -------------------------------------------- | -------------------------------------------- |
| Boston              | 98-111                                       | 83-90                                        | Denver                                       | 112-92                                       |                                              | 107-117                                      | 87-110                                       |
| Brooklyn            | 105-96                                       | 111-104                                      | Minnesota                                    | 98-87                                        |                                              | 92-101                                       | 84-97                                        |
| New York            | 103-95                                       | 77-93                                        | Oklahoma City                                | 104-89                                       | 91-92                                        | 98-109                                       |                                              |
| Philadelphie        | 113-95                                       | 74-116                                       | Portland                                     | 95-105                                       | 113-114                                      | 96-95                                        | 108-104                                      |
| Toronto             | 86-94                                        | 78-100                                       | Utah                                         | 107-112 (OT)                                 | 112-105 (OT)                                 | 81-97                                        | 100-103                                      |
|                     | 3–2                                          | 1–4                                          |                                              | 4–4                                          | 4–4                                          | 2–7                                          | 2–7                                          |
| Division            | 4–6                                          | 4–6                                          | Division                                     | 6–11                                         | 6–11                                         | 6–11                                         | 6–11                                         |
| Division Atlantique | Division Atlantique                          | Division Atlantique                          | Division Nord-Ouest                          | Division Nord-Ouest                          | Division Nord-Ouest                          | Division Nord-Ouest                          | Division Nord-Ouest                          |
| Équipe              | Domicile                                     | Extérieur                                    | Équipe                                       | Domicile                                     | Domicile                                     | Extérieur                                    | Extérieur                                    |
| Chicago             | 107-82                                       | 99-98                                        | Golden State                                 | 87-112                                       |                                              | 95-116                                       | 99-108                                       |
| Cleveland           | 104-97                                       | 90-128                                       | L.A. Clippers                                | 104-124                                      | 97-95                                        | 90-88                                        | 101-112                                      |
| Detroit             | 85-95                                        | 91-98                                        | L.A. Lakers                                  | 122-73                                       | 122-111                                      | 109-97                                       | 101-89                                       |
| Indiana             | 111-103                                      | 121-130 (OT)                                 | Phoenix                                      | 95-102                                       | 98-100                                       | 113-108                                      | 111-124                                      |
| Milwaukee           | 86-75 (OT)                                   | 109-105                                      | Sacramento                                   | 89-120                                       | 99-79                                        | 87-98                                        |                                              |
|                     | 4–1                                          | 2–3                                          |                                              | 4–5                                          | 4–5                                          | 4–5                                          | 4–5                                          |
| Division            | 6–4                                          | 6–4                                          | Division                                     | 8–10                                         | 8–10                                         | 8–10                                         | 8–10                                         |
| Division Atlantique | Division Atlantique                          | Division Atlantique                          | Division Nord-Ouest                          | Division Nord-Ouest                          | Division Nord-Ouest                          | Division Nord-Ouest                          | Division Nord-Ouest                          |
| Équipe              | Domicile                                     | Extérieur                                    | Équipe                                       | Domicile                                     | Domicile                                     | Extérieur                                    | Extérieur                                    |
| Atlanta             | 82-97                                        | 95-100                                       |                                              |                                              |                                              |                                              |                                              |
| Charlotte           | 101-109                                      | 87-97                                        | Houston                                      | 98-106                                       | 107-123                                      | 92-93                                        | 87-109                                       |
| Miami               | 96-89                                        | 95-99                                        | Memphis                                      | 64-80                                        | 104-100                                      | 90-99                                        |                                              |
| Orlando             | 112-80                                       | 87-95                                        | La Nouvelle-Orléans                          | 91-81                                        | 96-83                                        | 104-110                                      | 118-121                                      |
| Washington          | 113-105                                      | 112-107                                      | San Antonio                                  | 87-94                                        | 89-102                                       | 91-96                                        | 105-101                                      |
|                     | 3–2                                          | 0–4                                          |                                              | 3–5                                          | 3–5                                          | 2–6                                          | 2–6                                          |
| Division            | 3–6                                          | 3–6                                          | Division                                     | 5–11                                         | 5–11                                         | 5–11                                         | 5–11                                         |
| Conférence          | 13–16 (Domicile : 10–5 ; Extérieur : 3–11)   | 13–16 (Domicile : 10–5 ; Extérieur : 3–11)   | Conférence                                   | 19–32 (Domicile : 11–14 ; Extérieur : 8–18)  | 19–32 (Domicile : 11–14 ; Extérieur : 8–18)  | 19–32 (Domicile : 11–14 ; Extérieur : 8–18)  | 19–32 (Domicile : 11–14 ; Extérieur : 8–18)  |
| Total               | 32–48 (Domicile : 20–19 ; Extérieur : 12–29) | 32–48 (Domicile : 20–19 ; Extérieur : 12–29) | 32–48 (Domicile : 20–19 ; Extérieur : 12–29) | 32–48 (Domicile : 20–19 ; Extérieur : 12–29) | 32–48 (Domicile : 20–19 ; Extérieur : 12–29) | 32–48 (Domicile : 20–19 ; Extérieur : 12–29) | 32–48 (Domicile : 20–19 ; Extérieur : 12–29) |

## Effectif actuel
| Mavericks de Dallas Effectif actuel |    |                        |                     |                  |
| Entraîneur : Rick Carlisle          |    |                        |                     |                  |
| Meneur                              | 55 | Drapeau des États-Unis | Pierre Jackson      | Baylor           |
| Arrière, Ailier                     | 1  | Drapeau des États-Unis | Justin Anderson     | Virginie         |
| Meneur                              | 5  | Drapeau de Porto Rico  | José Juan Barea     | Northeastern     |
| Ailier                              | 40 | Drapeau des États-Unis | Harrison Barnes     | Caroline du Nord |
| Pivot, Ailier fort                  | 6  | Drapeau de l'Australie | Andrew Bogut        | Utah             |
| Arrière                             | 9  | Drapeau de l'Argentine | Nicolás Brussino    | Argentine        |
| Meneur                              | 30 | Drapeau des États-Unis | Seth Curry          | Duke             |
| Ailier                              | 10 | Drapeau des États-Unis | Dorian Finney-Smith | Floride          |
| Pivot                               | 20 | Drapeau des États-Unis | A.J. Hammons        | Purdue           |
| Meneur                              | 34 | Drapeau des États-Unis | Devin Harris        | Wisconsin        |
| Arrière                             | 23 | Drapeau des États-Unis | Wesley Matthews     | Marquette        |
| Pivot                               | 50 | Drapeau de la Tunisie  | Salah Mejri         | Tunisie          |
| Ailier fort                         | 41 | Drapeau de l'Allemagne | Dirk Nowitzki (C)   | Allemagne        |
| Ailier fort                         | 7  | Drapeau du Canada      | Dwight Powell       | Stanford         |
| Meneur                              | 8  | Drapeau des États-Unis | Deron Williams      | Illinois         |
| (C) Capitaine - Blessé              |    |                        |                     |                  |
|                                     |    |                        |                     |                  |

## Contrats et salaires 2016-2017
| Joueur              | Poste          | Âge            | Exp            | Contrat                | Salaire 2016-2017 | Fin du contrat |
| ------------------- | -------------- | -------------- | -------------- | ---------------------- | ----------------- | -------------- |
| Joueurs actuels     |                |                |                |                        |                   |                |
| Quincy Acy          | SF             | 26             | 4              | 2 229 953 $ sur 2 ans  | 1 050 961 $       | 2018           |
| Justin Anderson     | SG             | 22             | 1              | 4 542 600 $ sur 3 ans  | 1 514 160 $       | 2019           |
| José Juan Barea     | PG             | 32             | 10             | 16 001 700 $ sur 4 ans | 4 096 950 $       | 2019           |
| Harrison Barnes     | SF             | 24             | 4              | 94 438 525 $ sur 4 ans | 22 116 750 $      | 2020           |
| Andrew Bogut        | C              | 31             | 11             | 36 000 000 $ sur 3 ans | 11 027 027 $      | 2017           |
| Nicolás Brussino    | PG             | 23             | 0              | 2 498 982 $ sur 3 ans  | 543,471 $         | 2019           |
| Seth Curry          | SG             | 26             | 3              | 5 926 410 $ sur 2 ans  | 2 898 000 $       | 2018           |
| Dorian Finney-Smith | SF             | 23             | 0              | 2 498 982 $ sur 3 ans  | 543,471 $**       | 2019           |
| A.J. Hammons        | C              | 24             | 0              | 2 605 511 $ sur 3 ans  | 650,000 $         | 2019           |
| Devin Harris        | PG             | 33             | 12             | 16 562 884 $ sur 4 ans | 4 227 996 $       | 2018           |
| Wesley Matthews     | SG             | 30             | 7              | 70 060 026 $ sur 4 ans | 17 145 838 $      | 2019           |
| Salah Mejri         | C              | 30             | 1              | 2 414 475 $ sur 3 ans  | 874,636 $         | 2018           |
| Dirk Nowitzki       | PF             | 38             | 18             | 25 000 000 $ sur 1 an  | 25 000 000 $      | 2017           |
| Dwight Powell       | PF             | 25             | 2              | 37 268 750 $ sur 4 ans | 8 375 000 $       | 2020           |
| Deron Williams      | PG             | 32             | 11             | 9 000 000 $ sur 1 an   | 9 000 000 $       | 2017           |
| Total salaire       | Total salaire  | Total salaire  | Total salaire  | Total salaire          | 109 064 260 $     | -              |
| Joueurs coupés      | Joueurs coupés | Joueurs coupés | Joueurs coupés | Joueurs coupés         | 1 386 548 $       | -              |
|                     |                |                |                |                        |                   |                |
| Total               | Total          | Total          | Total          | Total                  | 110 450 808 $     | Différence     |
| Salary Cap          | Salary Cap     | Salary Cap     | Salary Cap     | Salary Cap             | 94 143 000 $      | - 16 307 808 $ |
| Luxury Tax          | Luxury Tax     | Luxury Tax     | Luxury Tax     | Luxury Tax             | 113 287 000 $     | 2 836 192 $    |

- 2017 = Joueur agent libre en fin de saison.
- *Contrat non garanti.
- **Contrat partiellement garanti.

## Transferts

### Échanges
| Juillet        | Juillet                                                                                      | Juillet                                                    | Juillet                |
| -------------- | -------------------------------------------------------------------------------------------- | ---------------------------------------------------------- | ---------------------- |
| 7 juillet 2016 | Échange à deux équipes                                                                       | Échange à deux équipes                                     | Échange à deux équipes |
| 7 juillet 2016 | Vers Mavericks de Dallas - Andrew Bogut - Second tour de draft 2019                          | Vers Warriors de Golden State - Futur second tour de draft | [ 2 ]                  |
| 7 juillet 2016 | Échange à deux équipes                                                                       |                                                            |                        |
| 7 juillet 2016 | Vers Pacers de l'Indiana - Jeremy Evans - Droits sur Emir Preldžič - Compensation financière | Vers Mavericks de Dallas - Droits sur Stanko Barać         | [ 3 ]                  |

### Joueurs qui re-signent
| Joueur         | Contrat                           | Référence |
| -------------- | --------------------------------- | --------- |
| Dirk Nowitzki  | Contrat de 50 000 000 $ sur 2 ans | [ 4 ]     |
| Dwight Powell  | Contrat de 37 000 000 $ sur 4 ans | [ 5 ]     |
| Deron Williams | Contrat de 10 000 000 $ sur 1 an  | [ 6 ]     |

#### Options joueur et équipe
| Joueur           | Option                                                                                     |
| ---------------- | ------------------------------------------------------------------------------------------ |
| Dirk Nowitzki    | Décline son option joueur de 8 690 000 $ pour la saison 2016-2017 et devient agent libre.  |
| Chandler Parsons | Décline son option joueur de 16 000 000 $ pour la saison 2016-2017 et devient agent libre. |
| Deron Williams   | Décline son option joueur de 5 620 000 $ pour la saison 2016-2017 et devient agent libre.  |

### Arrivés
| Joueur                              | Contrat                           | Provenance               | Référence |
| ----------------------------------- | --------------------------------- | ------------------------ | --------- |
| Quincy Acy                          | Contrat de 2 230 000 $ sur 2 ans  | Kings de Sacramento      | [ 7 ]     |
| Harrison Barnes                     | Contrat de 94 400 000 $ sur 4 ans | Warriors de Golden State | [ 2 ]     |
| Nicolás Brussino                    | Contrat de 2 500 000 $ sur 3 ans  | Peñarol Mar del Plata    | [ 8 ]     |
| Seth Curry                          | Contrat de 5 900 000 $ sur 2 ans  | Kings de Sacramento      | [ 9 ]     |
| Jonathan Gibson                     | Contrat de 2 500 000 $ sur 3 ans  | Qingdao DoubleStar       | [ 10 ]    |
| A.J. Hammons (Draft 2016, choix 47) | Contrat de 2 500 000 $ sur 3 ans  | Boilermakers de Purdue   | [ 11 ]    |

### Départs
| Joueur           | Raison départ | Nouvelle équipe ¹        | Référence |
| ---------------- | ------------- | ------------------------ | --------- |
| JaVale McGee     | Libéré        | -                        | [ 12 ]    |
| Zaza Pachulia    | Agent libre   | Warriors de Golden State | [ 13 ]    |
| Chandler Parsons | Agent libre   | Grizzlies de Memphis     | [ 14 ]    |

¹ Il s'agit de l’équipe pour laquelle le joueur a signé après son départ, il a pu entre-temps changer d'équipe ou encore de pays.